# Срђан Кошанин
Срђан (Ђиво) Кошанин  (4. фебруар 1968, Ушће — 19. април 1999, Кошаре) био је капетан 1. класе  (постхумно – мајор) Копнене војске Југославије, један од 108 војника који су погинули у бици на Кошарима током Косовског рата. 

## Биографија
Рођен 4. фебруара 1968. године у Ушћу (код Краљева). Отац Душан је био резервни капетан ЈНА, пољопривредни радник, а мајка Милена агроном. Брат близанац Саша је ветеринар, живи у Ушћу и ожењен је и има ћерку, аутор је књиге песама „Не могу да чекам“. Деде Срђана, са обе стране, су погинули 1944. године у борбама против нациста током Народноослободилачког рата Југославије. 
Медицинску школу у Шапцу и Војну академију ЈНА завршио је 1990. године. Војни рок је започео у Мостару у јеку војних и политичких тензија. Његове колеге и команданти су га високо ценили као војника и као особу. Један је од последњих официра који је напустио Мостар 1991. године, наредбом генерала Момчила Перишића, унапређен је у капетана. По одласку из Мостара служио је у Топчидеру у саставу војне полиције. Два пута прешао Дрину, помажући колегама (једном – 19. јануара 1993). У саставу Војске Републике Српске (1. Братуначка лака пјешадијска бригада) учествовао је у окршајима у Западној Босни. Године 1997. оженио се и унапређен је у чин капетана 1. класе. Ћерка Срђана рођена је 11. јуна 1999. године, 53 дана након смрти оца. 
Срђан Кошанин се 19. априла 1999. године, према званичној верзији листа Војни извештај, док се налазио на граничном прелазу Боро Вукмировић, борио против Ослободилачке војске Косова у саставу југословенских трупа и погинуо у тој борби. Према речима његових колега и њему потчињеним војницима, околности су биле другачије: он је са три борца прешао границу СР Југославије са Албанијом, упутивши се у рејон Тропоје (Албанија), и извршио саботажу на обуци ОВК бази, а у повратку је упао у заседу Специјалне ваздушне службе и са својом групом погинуо.  Према албанским изворима, у овом окршају погинуо је наредник САС-а.  Званично, Југословени су у тој бици изгубили 108 људи. 
Постхумно је унапређен у мајора Југословенске војске и одликован Орденом „За храброст“. 